# 角替弘規
角替 弘規（つのがえ ひろき、1969年11月 - ）は、日本の教育学者（教育社会学・教育学）。学位は修士（教育学）（筑波大学・1995年）。静岡県立大学食品栄養科学部教授。
桐蔭横浜大学工学部准教授、桐蔭横浜大学スポーツ健康政策学部准教授、桐蔭横浜大学スポーツ健康政策学部教授などを歴任した。

## 来歴

### 生い立ち
1969年、静岡県にて生まれた。筑波大学に進学し、第二学群の人間学類にて学んだ。1992年3月、筑波大学を卒業した。卒業後は同大学の大学院に進学し、教育学研究科にて学んだ。1997年3月、筑波大学にて大学院における博士課程を単位取得退学した。なお、1995年には、筑波大学より修士（教育学）の学位を取得している。

### 研究者として
1997年4月より、桐蔭横浜大学にて工学部の講師を専任で務めた。また、2000年には金沢大学にて、2002年から2008年にかけては国立音楽大学にて、それぞれ講師を非常勤で務めた。2007年4月には、桐蔭横浜大学の工学部にて准教授に昇任した。2010年4月、本務がスポーツ健康政策学部の准教授に変更となる。2012年4月、桐蔭横浜大学のスポーツ健康政策学部にて教授に昇任した。スポーツ健康政策学部においては、主としてスポーツ教育学科の講義を担当した。2016年4月、静岡県立大学に転じ、食品栄養科学部の教授に就任した。食品栄養科学部においては、主として栄養生命科学科の講義を担当した。

## 研究
専門は教育学であり、特に教育社会学といった分野の研究に携わっている。大学院生の頃は、高等教育についての研究に取り組んでおり、イギリスの高等教育システムについての比較研究を行っていた。研究者となってからは、ニューカマーの子供に対する研究に取り組んだ。具体的には、外国にルーツを持つ児童や生徒について、その学習権の保障に関する研究に従事していた。さらに、ニューカマーの第二世代の社会適応についても研究していた。また、人口減少期における学校教育についての研究にも従事していた。
学術団体としては、日本教育社会学会、日本比較教育学会、日本教育制度学会などに所属している。

## 人物
高等学校教諭一種免許状（英語）と中学校教諭一種免許状（英語）を取得している。

## 略歴
- 1969年 - 静岡県にて誕生。
- 1992年 - 筑波大学第二学群卒業。
- 1997年 - 筑波大学大学院教育学研究科博士課程単位取得退学。
- 1997年 - 桐蔭横浜大学工学部講師。
- 2007年 - 桐蔭横浜大学工学部准教授。
- 2012年 - 桐蔭横浜大学スポーツ健康政策学部教授。
- 2016年 - 静岡県立大学食品栄養科学部教授。

## 関連人物
- 角替弘志